# Huveaune
L'Huveaune è un fiume francese che sorge nel Massiccio della Sainte Baume, alla Grotte de la Castelette, nel territorio comunale di Nans-les-Pins, a un'altezza di 590 metri s.l.m. e dopo un percorso di 48,4 km sfocia nel Mar Mediterraneo a Marsiglia.

## Comuni attraversati
L'Huveaune bagna due comuni del Varo: Nans-les-Pins (sorgente) e Saint-Zacharie, e cinque del Bocche del Rodano: Auriol, Roquevaire, Aubagne, La Penne-sur-Huveaune e Marsiglia. Il comune di Aubagne è attraversato dalla Huveaune in sotterranea.

## Affluenti
L'Huveaune ha sette affluenti riconosciuti dal SANDRE (rd=alla destra orografica, rs= alla sinistra orografica):
- il torrente de Peyruis (rs), comune di Saint-Zacharie;
- la Vallat de Fenouilloux (rd), 4.7 km sui due comuni di Saint-Zacharie (confluenza) e Trets (sorgente) ;
- il torrente della Gastaude (rs), 5.5 km sul solo comune di Auriol;
- il torrente delle Barres (rd), 1.7 km sul solo comune di Auriol;
- il torrente di Vède (rs), 4.4 km sul solo comune di Auriol;
- il Merlançon (rd), 4.9 km sui cinque comuni di La Bouilladisse, Auriol, Peypin, La Destrousse e Roquevaire con tre affluenti;
- il torrente di Rioux (rs), 2.1 km sui due comuni di Aubagne (confluenza) e di Roquevaire (sorgente).

## Idrologia
Due stazioni idrologiche sono state installate sul corso dell'Huveaune:

### L'Huveaune a Roquevaire
Il modulo o media annuale di portata a Roquevaire è di 0.86 m3/s.

## Leggende e tradizioni

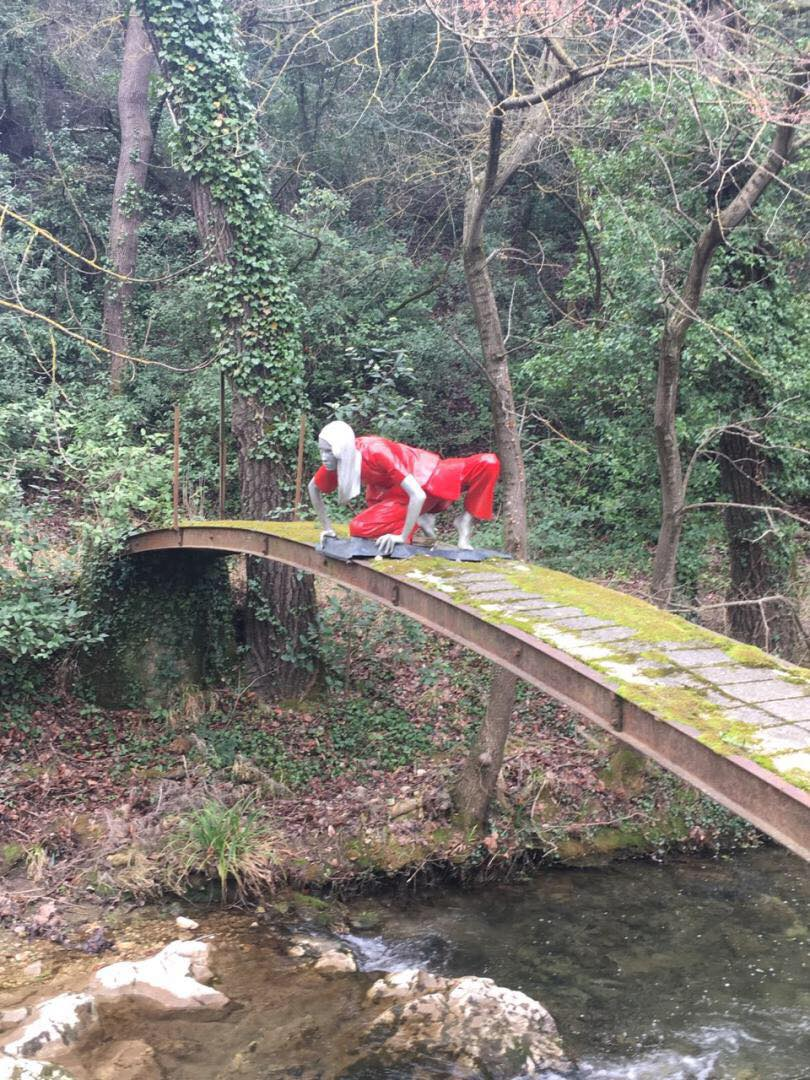
La fata del ponte, a Auriol

Secondo una leggenda locale, la Huveaune sarebbe alimentata dalle lacrime di Maria Maddalena piangente sulla sua sorte nella grotta della Sainte-Baume ove ella vise 33 anni.
La Madonna nera di Notre-Dame d'Huveaune è venerata dal XVI secolo in prossimità dello sfocio dell'Huveaune. Inizialmente nel piccolo monastero di Saint-Sauveur (distrutto durante la Rivoluzione), ella è ora esposta nella cappella di Notre-Dame d'Huveaune della chiesa parrocchiale di Saint-Giniez di Marsiglia.
La « fata dell'Huveaune » è l'opera di due artisti contemporanei, Lucy e Jorge Orta. Cinque sculture rappresentanti dei personaggi femminili — principesse, ninfe, zingare e dee-madri — sono state installate lungo il fiume a Saint-Zacharie, Auriol, Aubagne e Marsiglia. Molte di loro sono scomparse.

## Immagini dell'Huveaune

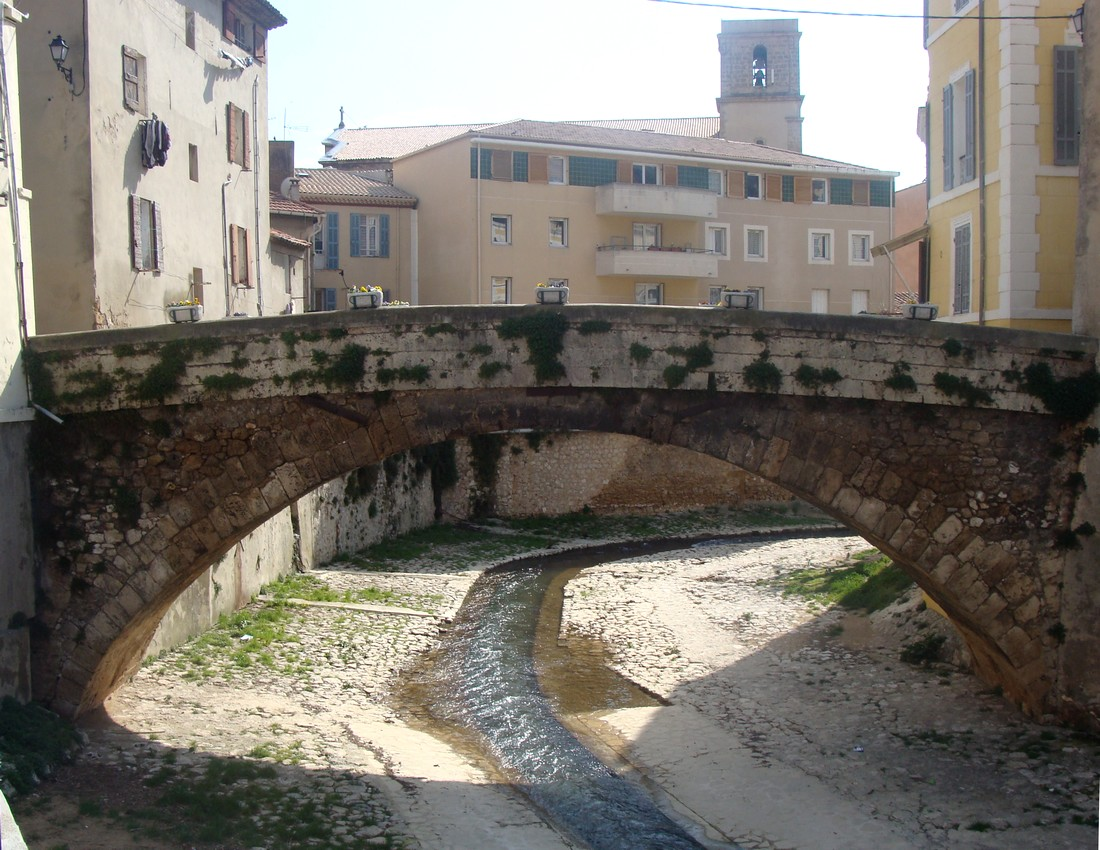
L'Huveaune canalizzata nell'attraversamento di Roquevaire
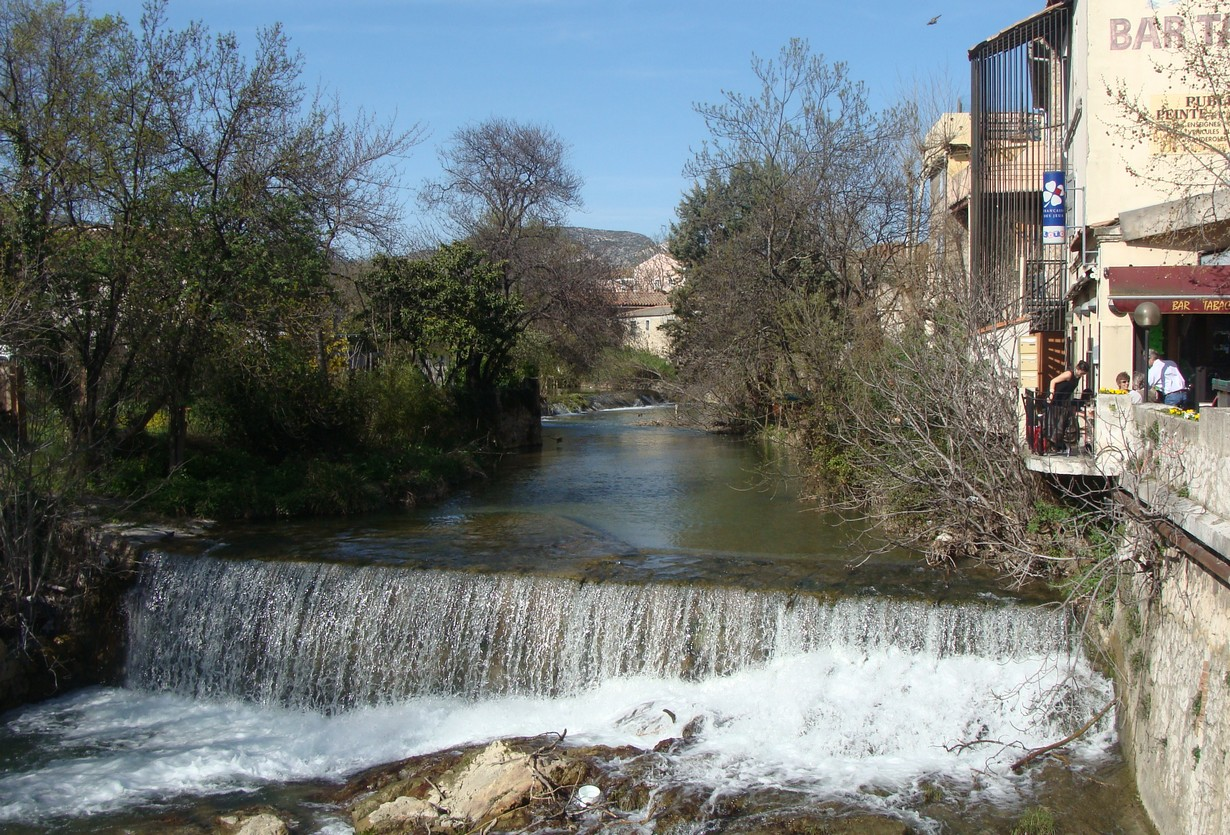
L'Huveaune a Pont-de-l'Étoile
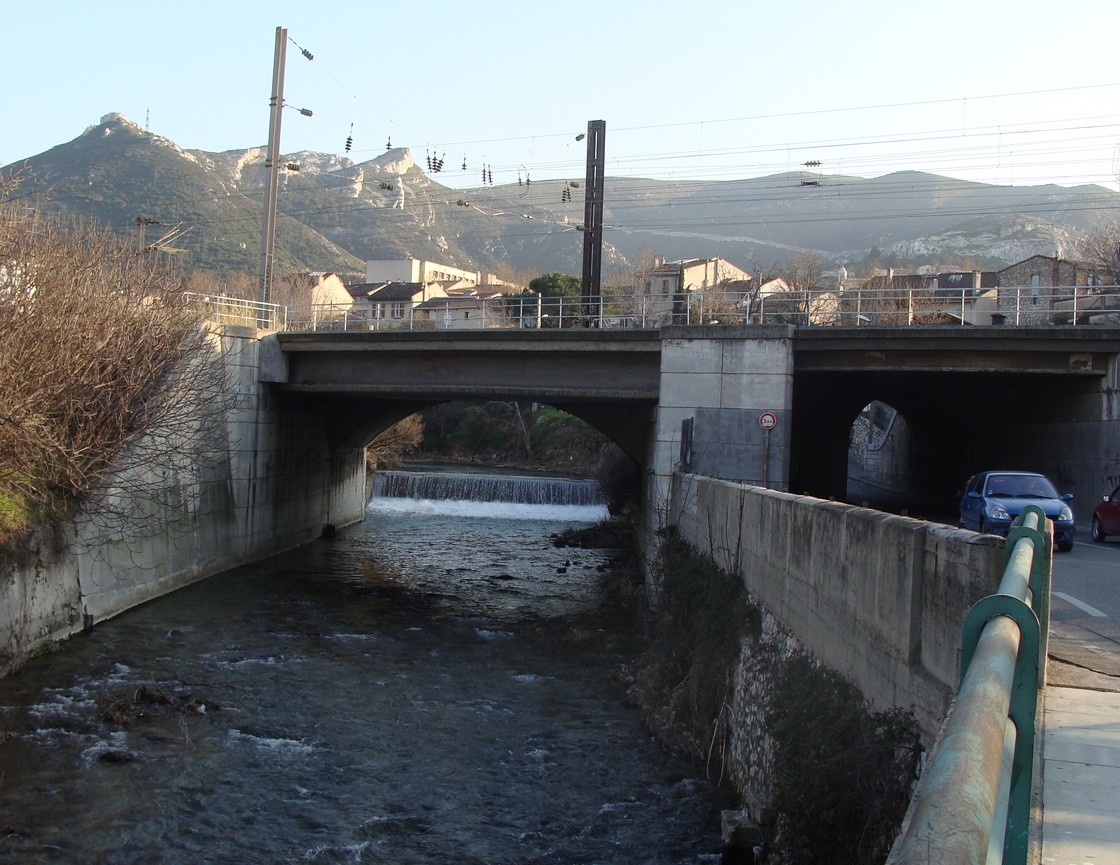
L'Huveaune nell'attraversamento di Saint-Marcel (quartiere di Marsiglia)
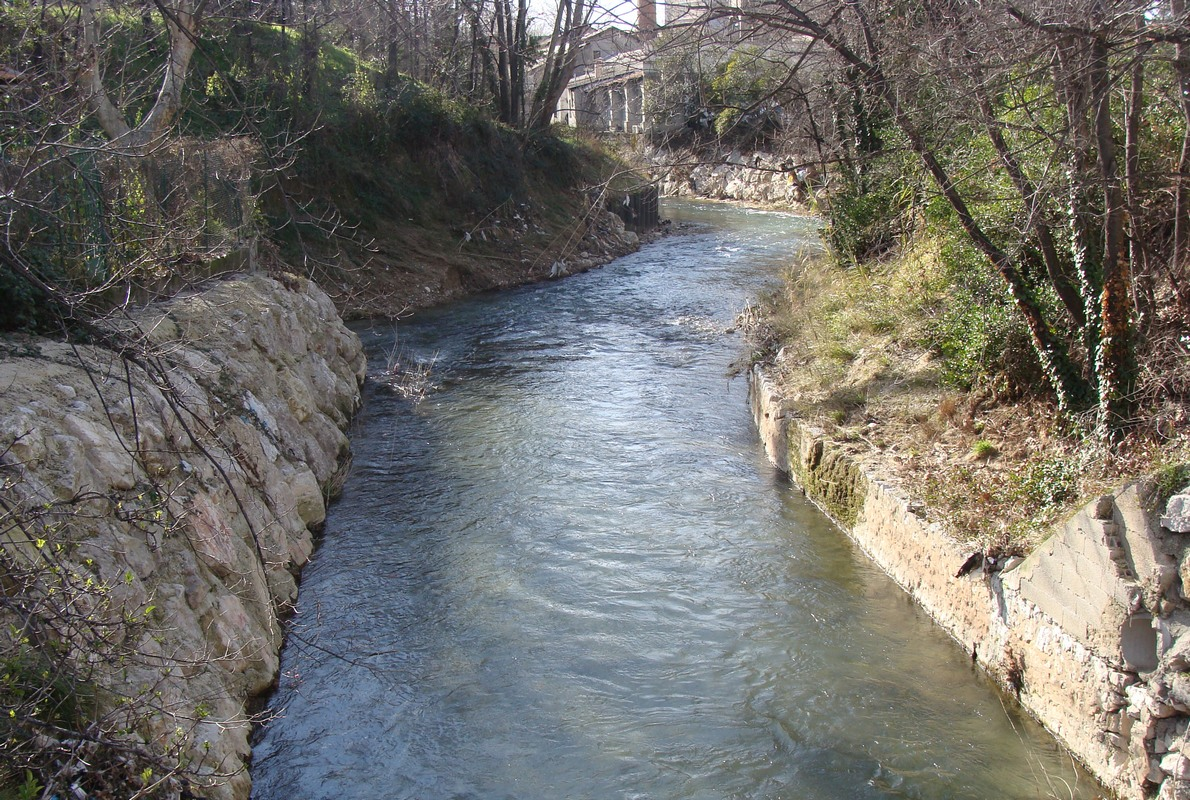
L'Huveaune a la Pomme